# Лук'янець Вікторія Іванівна
Вікторія Іванівна Лук'янець (лат. Viktoria Lukianets, нар. 20 листопада 1966, Київ) — українська оперна співачка, народна артистка України (2001), солістка Віденської опери .

## Життєпис
Вікторія народилася в Києві. Свою музичну освіту розпочала у ранньому віці, до п'яти років, з уроків гри на фортепіано. Навчатися співу почала у віці 14 років, пізніше вступила до Київської державної консерваторії ім. П. Чайковського, яку успішно закінчила у 1989 році.  У цьому ж році вона почала свою професійну кар'єру в Академічному театрі опери і балету ім. Тараса Шевченка. Виступала разом із Великим дитячим хором Українського радіо.
У 1990 році у Токіо здобула 1-шу премію на Міжнародному конкурсі вокалістів (1990 Tokyo International Vocalists Competition) Концертної асоціації «Музику народові» (The Min-On Concert Association) та у Відні на Міжнародному конкурсі Моцарта (International «Mozart Competition» in Vienna). 1991-го їй присудили 1-шу премію на Міжнародному конкурсі Марії Каллас в Афінах. Далі дебютувала в Італії, Франції, Португалії, Японії та Греції.
У 1993 році вона дебютувала у Віденській державній опері, у ролі Цариці ночі в опері Моцарта «Чарівна флейта» і стала улюбленицею віденської публіки. На цій сцені вона виконувала партії Джільди (Ріголетто), Віолетти (Травіата), Оскара (Бал-маскарад), Адіни (Любовний напій), Ельвіри (Пуритани), Розіни (Севільський цирульник), Лючії (Лючія ді Ламмермур), Офелії (Гамлет), Олімпії (Казки Гофмана).
У 1995 — лауреат фестивалю у Зальцбурзі та дебютувала в італійському театрі Ла Скала. Вікторія Лук'янець виступала з найвідомішими світовими тенорами — Пласідо Домінго, Хосе Каррерасом та Лучано Паваротті.
Вікторія Лук'янець виступає на головних оперних сценах світу: Метрополітен-опера у Нью-Йорку, Ла Скала у Мілані, Королівський театр Ковент-Гарден у Лондоні, Опера Бастилія у Парижі, Баварська державна опера у Мюнхені, Гамбурзька державна опера, Німецька державна опера у Берліні, Аальто - Опер (ФРН) (нім. Aalto-Musiktheater Essen) у Ессені, Женевський великий театр, Королівська опера Валлонії у Льєжі.
Серед найуспішніших останніх виступів можна відзначити її спів у «Кантаті» Моцарта у Віденському музичному товаристві в Wiener Musikverein, партія Розаури у опері «Хитра вдова» Вольфа-Феррарі на сцені оперного театру Ніцци, партія Берти у опері «Пророк» Джакомо Мейєрбера і партія Віолетти в «Травіаті» Дж. Верді у Буенос-Айресі.
Відомий італійський режисер Франко Дзефіреллі назвав імена «трьох великих Травіат» — Марії Каллас, Терези Стратас та Вікторії Лук'янець.
У репертуарі співачки твори українських композиторів: Миколи Лисенка, Кирила Стеценка, Якова Степового, Льва Ревуцького, Бориса Лятошинського, Мирослава Скорика, Левка Колодуба, Леопольда Ященка, Валентина Сільвестрова, Юрія Іщенка, Лесі Дичко.
Її бельканто порівнюють із голосами примадонн минулого сторіччя Амеліти Галлі-Курчі та Аделіни Патті. У її репертуарі більше 50-ти провідних партій сімома мовами, а гастрольний графік складено на роки наперед.
На концертах Вікторії Лук'янець часто поруч з оперними аріями почесне місце займають українські народні пісні, які вона виконує як з симфонічними, так і з народними оркестрами. 22 серпня 2014 року у Києві відбувся концерт «Скарби української народної пісні», на якому Вікторія Лук'янець співала у супроводі Національної заслуженої капели бандуристів України імені Г.І. Майбороди. Уже багато років поспіль Вікторія Лук'янець із чоловіком та донькою живуть в Австрії, де вона солістка Віденської опери. А з 1998 року ще й незалежна виконавиця.
Племінниця Вікторії Лук'янець, Соломія у 2011 році стала «Гордістю країни» в номінації «Рідкісний талант».

## Відзнаки
- Орден княгині Ольги III ступеня (2009)[5].

- Лауреат Всеукраїнської премії "Жінка ІІІ тисячоліття" в номінації "Знакова постать" (2016).